# Osborne Executive
Der Osborne Executive war das zweite tragbare Computermodell der von Adam Osborne gegründeten Firma Osborne Computer Corporation aus dem Jahr 1983 und Nachfolger des legendären Osborne 1. Im Vergleich zu seinem Vorgänger verfügte der Executive insbesondere über einen größeren Bildschirm sowie einen auf 128 Kilobyte vergrößerten RAM-Speicher. Er stand insbesondere in Konkurrenz zu tragbaren Computern wie dem Kaypro II, der mit einem 9-Zoll-Bildschirm ausgestattet war und preisgünstig angeboten wurde.
Im September 1983 musste Osborne Konkurs anmelden (kam allerdings zunächst wieder aus der Insolvenz und brachte bis 1985 noch zwei Nachfolgemodelle heraus). Daher kam der Executive nur in begrenzter Anzahl auf den Markt. Als möglicher Grund für den Konkurs galt der so genannte „Osborne-Effekt“: Nachfolgemodelle wurden öffentlich angepriesen, lange bevor sie erhältlich waren. Während die Kundschaft bereits auf den besseren „Executive“ wartete, blieb der „Osborne 1“ in den Lagern liegen und die Preise fielen. Mitarbeiter von Osborne verweisen dagegen auf den hohen Konkurrenzdruck durch besser ausgestattete und günstigere Modelle der Hersteller Apple und Kaypro.

## Hardware
- 4-MHz-Z80-CPU
- 128 Kilobyte RAM
- 69-Tasten-Keyboard incl. numerischem Block mit 12 Tasten
- 7-Zoll-Röhrenmonitor, 80 Zeichen × 25 Zeilen, monochrom bernsteinfarben
- Zwei 5¼-Inch-Floppy Disks in halber Bauhöhe
- IEEE-488-Schnittstelle, als Centronics-Druckeranschluss nutzbar
- Zwei serielle RS-232-Schnittstellen, 50 bis 9600 Baud

## Software
Der Osborne Executive wurde mit einem Softwarepaket ausgeliefert, das neben dem Betriebssystem CP/M 3.0 (CP/M Plus) das Textverarbeitungsprogramm Wordstar, das Tabellenkalkulationsprogramm SuperCalc, die Programmiersprachen CBASIC und MBASIC sowie einige andere Programme umfasste.

## Kompatibilität
Der Osborne Executive unterstützte folgende Diskettenformate: Osborne 1, einfache und doppelte Dichte, IBM PC (CP/M-86), DEC VT 180, Xerox 820-1, Cromemco mini-disk und UCSD p-System Universal Format.

## Trivia
Der Osborne Executive ist kurz in dem Film Das Philadelphia Experiment (1984) zu sehen. In derselben Szene sieht man auch einen Commodore 64.